# Où est le soleil?
Où est le soleil? (französisch für „Wo ist die Sonne?“) ist ein Lied des britischen Musikers Paul McCartney, das 1989 als Single A-Seite veröffentlicht wurde. Komponiert wurde es von Paul McCartney, produziert von ihm und Trevor Horn.

## Hintergrund
Où est le soleil? wurde ursprünglich nur auf der CD und Kassetten-Version des Albums Flowers in the Dirt veröffentlicht, nicht aber auf der Langspielplatte. Das Lied wurde Berichten zufolge als Bonustrack auf Flowers In The Dirt aufgenommen, nachdem McCartneys Kinder ihn davon überzeugen konnten. Ursprünglich wurden Teile des Songs in den 1970er geschrieben und eine Demoversion wurde 1975 eingespielt.
Paul McCartney schrieb in der Sommerausgabe 1989 des Club Sandwich: „Das war eine sehr verrückte Sache, bei der wir beschlossen haben, uns etwas auszudenken. Trevor (Horn) fragte: ‚Hast du etwas für einen der Verse?‘ Ich sagte: ‚Nun, ich habe diese wirklich dumme Idee …‘, etwas wie ein paar französische Wörter, die lauten: »Où est le soleil? Dans la tête. Travaillez.« Das ist der komplette Text. Wir haben jetzt also diesen albernen französischen Dance-Track, den ich liebe!“

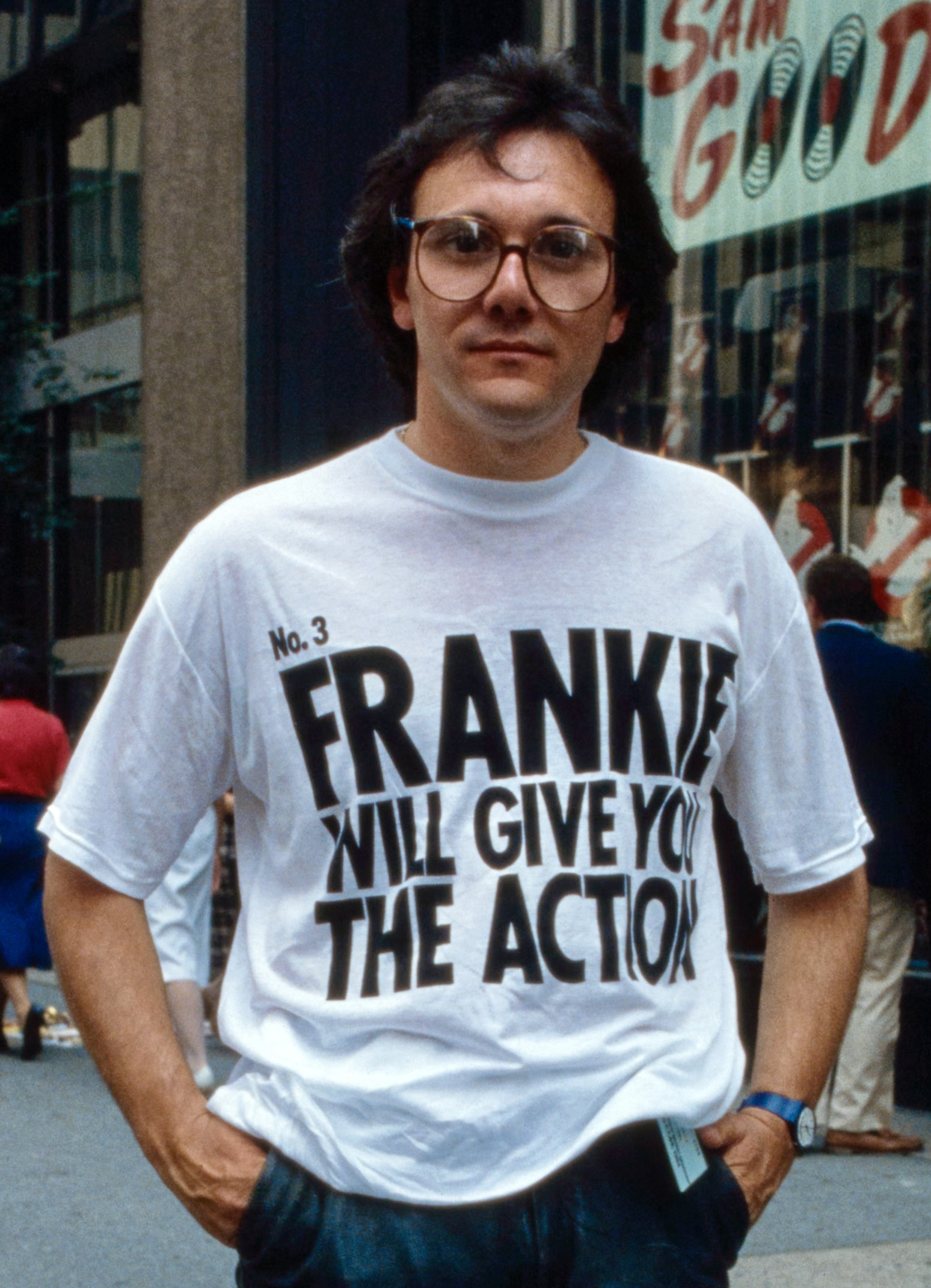
Co-Produzent Trevor Horn (1984)

Der Co-Produzent Trevor Horn sagte 2017 zu dem Lied: „Das Problem bei diesem Song war immer, dass es gar kein richtiger Song war. Wirklich, es ist wie ein kleines Stückchen Unterhaltung.“
Von Où est le soleil? gibt es sieben verschiedene Versionen. Die Albumversion (4:45) wurde von Trevor Horn und Steve Lipson abgemischt. Die Neuabmischungen von Où est le soleil? erfolgten von Goh Hotoda und Tony Shimkin, die Produktion leitete Shep Pettibone: 7″-Mix (4:50), Promotion 7″-Mix-Edit (4:15), 12″-Mix (7:02), Tub Dub Mix (4:27), Instrumental Mix (4:25). Darüber hinaus stellte Dennis Muyet eine weitere Abmischung (Disconet Edit) (6:57) her.
Où est le soleil? war die zweite Singleauskopplung aus dem Album Flowers in the Dirt, sie wurde in den USA und einigen anderen europäischen Staaten, Italien, Portugal, Frankreich und Spanien nicht aber in Großbritannien, veröffentlicht. Während die Veröffentlichung in den aufgeführten Ländern im Juli 1989 erfolgte, erschien eine 12″-Vinyl-Maxisingle in Deutschland erst im November. Die Single konnte sich nicht in den Charts platzieren.
Für das Lied Où est le soleil? wurde am 14. Juli 1989 in den Griphouse Studios ein Musikvideo unter der Regie von David Lodge produziert. Das Video zeigt ein seitwärts scrollendes Plattform-Videospiel sowie Aufnahmen von McCartney und seiner Band, tanzenden afrikanischen Stammesangehörigen und Nachtclubszenen.
Paul McCartney hat "Ou Est Le Soleil?" nie live in einem Konzert gespielt.

## Aufnahme

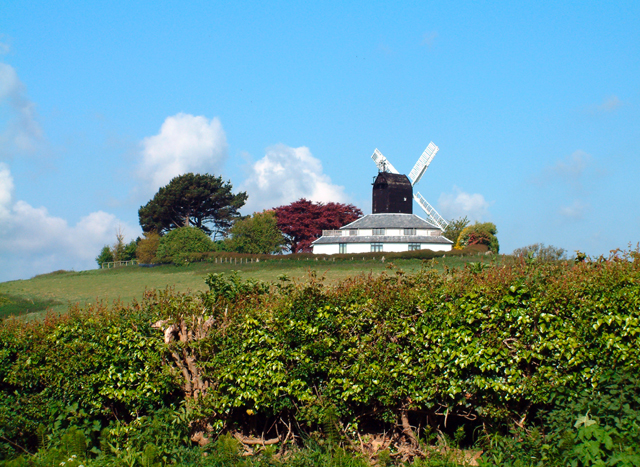
Im Hogg Hill Mill Studio wurden die überwiegenden Aufnahmen eingespielt

Die Aufnahmesessions für Où est le soleil? fanden am 23. Juni 1988 in McCartneys eigenem Hogg Hill Mill Studio in Sussex statt, wobei Trevor Horn, Steve Lipson und Paul McCartney als Produzenten fungierten. Steve Lipson und Heff Moraes waren die Toningenieure der Aufnahme. Die Abmischung des Liedes fand am 10. Dezember 1988 in den Sarm West Studios, London statt. Die Neuabmischung mit dem Produzenten Shep Pettibone fand am 20. April 1989 in dem Sound Works, New York, USA und am 21. April in dem Prime Cuts, New York statt.
Steve Lipson sagte zur Entstehung des Liedes: „Am Abend zuvor sagte er: "Nun, warum kommen wir nicht morgen früh rein und schauen einfach, was passiert?" Wir kamen am nächsten Tag rein und er fragte: "Hat jemand eine Idee?" Ich sagte: "Ja, das habe ich". Ich drückte auf meinem Computer auf Play und vergaß den Gesang und die Rückwärtsgitarre, die von Anfang bis Ende herauskamen. Das ist der Grund, warum Trevor (Horn) sagt, was er gesagt hat. Und dann schrieb Paul sieben Worte auf Französisch auf eine Notiz oben drauf und sagte, er habe das Lied geschrieben, was man eigentlich nicht wirklich bestreiten kann, da er sagte, dass es Text und Melodie sind. Ich hatte eine Diskussion mit ihm darüber und wisst ihr was... Es hat gut geklappt“
Besetzung:
- Paul McCartney: Gesang, E-Gitarre, Keyboard, Schlagzeug, Bongos, Holzsäge
- Trevor Horn: Keyboard, elektronisches Schlagzeug
- Steve Lipson: Bassgitarre, Keyboard, Programmierung
- Hamish Stuart: E-Gitarre
- Chris Whitten: Tomtom
- Eddie Klein: Programmierung

## Coverversionen
Es gibt keine bekannte Coverversion von Où est le soleil?.

## Veröffentlichung
- Am 5. Juni 1989 erschien das Album Flowers in the Dirt, auf dem sich auf der CD-Version Où est le soleil? befindet, nicht aber auf der LP-Version. Am 9. August 1993[5] wurde die CD in einer von Peter Mew remasterten Version veröffentlicht.
- Am 25. Juli 1989 erschien in den USA, in Italien, Portugal, Frankreich und Spanien die 12″-Vinyl-Maxisingle Où est le soleil? (Long Remix) / Où est le soleil? (Tub Dub Mix) / Où est le soleil? (Instrumental Mix).[6][7]
- In den USA wurde eine 5″-CD-Promotionsingle mit einer gekürzten in zu Neuabmischung (7″-Mix) (4:15) hergestellt.[8] In Großbritannien wurde eine 12″-Vinyl-Promotionsingle hergestellt.[9] In Japan wurde eine 3″-Promotion-CD hergestellt, die folgende Titel beinhaltet: Où est le soleil?/Party Party/Rough Ride[10]
- Auf dem Kompilationsalbum Disconet Dance Classics (CD Series 3) wurde eine weitere Neuabmischung von Dennis Muyet veröffentlicht.[11]
- Am 13. November 1989 erschien die Single Figure of Eight (Remix) mit der B-Seite Où est le soleil? (7″-Mix).[12]
- Im November 1989 wurde in Deutschland folgende 12″-Vinyl-Maxisingle veröffentlicht: Où est le soleil? (Long Remix) / Figure of Eight (Remix) / Où est le soleil? (Tub Dub Mix).[13]
- Eine limitierte Sonderedition von Flowers in the Dirt als Doppel-CD erschien am 1. März 1990 in Japan, sie enthält Où est le soleil? (7″-Mix).[14]
- Am 24. März 2017 wurde Flowers in the Dirt, zum zweiten Mal remastert, von dem Musiklabel Capitol Records als Teil der Paul McCartney Archive Collection veröffentlicht. Die Deluxe Edition enthält eine DVD die das Musikvideo von Où est le soleil? beinhaltet. Darüber hinaus liegt der Deluxe-Version noch ein Download-Code bei mit der man weitere Lieder herunterladen kann, unter anderen folgenden Versionen von Où est le soleil?: 12″ Mix, Tub Dub Mix, 7″ Mix und Instrumental.[15]
- Am 2. Dezember 2022 wurde die Singlebox The 7″ Singles Box veröffentlicht, die auch Où est le soleil? enthält.